# Knattspyrnusamband Íslands
Knattspyrnusamband Íslands – ogólnokrajowy związek sportowy działający na terenie Islandii, będący jedynym prawnym reprezentantem islandzkiej piłki nożnej, zarówno mężczyzn, jak i kobiet, we wszystkich kategoriach wiekowych w kraju i za granicą. Został założony w 1947 roku; w tymże roku przystąpił do FIFA; w 1954 do UEFA.